# Доля, Галина Васильевна
Галина Васильевна Доля (род. 2 марта 1933, Рубцовск, Западно-Сибирский край) — советская легкоатлетка, специализировавшаяся на прыжках в высоту. Мастер спорта СССР международного класса. Заслуженный работник физической культуры РСФСР (23 декабря 1991).
Начала заниматься лёгкой атлетикой в школьные годы, учась в средней школе № 112 под руководством тренера Валерьяна Иконникова. Продолжила обучение в Алма-Ате, а затем поступила в Государственный институт физической культуры имени П. Ф. Лесгафта.
На соревнованиях представляла Вооружённые силы (Оренбург).
Чемпионка СССР 1960 года в прыжках в высоту и серебряная призёрша первенства 1958 года. Завоёвывала золото на чемпионате РСФСР. В 1956 году Галина стала чемпионкой Казахской ССР в прыжках в высоту.
Выступала за сборную СССР. На чемпионате Европы 1958 года в Стокгольме заняла пятое место. Участвовала в матчах СССР — США, где дважды брала серебро (1958, 1959) и один раз бронзу (1961).
Участница Олимпийских игр 1960 года в Риме (4 место). Награждена медалью «За трудовое отличие» (1960).
Лучший результат Галины Доли в прыжках в высоту — 177 сантиметра — был показан 21 мая 1960 года в Туле.
После завершения карьеры спортсменки начала заниматься научной работой в Москве. С 1964 года являлась доцентом кафедры физического воспитания Министерства высшего и среднего специального образования СССР. Позднее работала в Московском институте электронного машиностроения. Начальник учебно-методического отдела (1976—1979). Кандидат педагогических наук (1974).
Мать — Анелия Юлиановна Бубнович — более 30 лет проработала главным врачом Рубцовского кожно-венерологического диспансера, а позднее возглавила серологическую лабораторию. Отец — Василий Дмитриевич Доля — погиб в 1942 году на Ленинградском фронте.